# Hirondelle à gorge grise
Espèce
Synonymes
- Hirundo chinensis J.E. Gray, 1830
(protonyme)

L'hirondelle à gorge grise (Riparia chinensis) est une espèce d'oiseaux de la famille des Hirundinidae, autrefois considérée comme sous-espèce de l'Hirondelle paludicole (R. paludicola).

## Description
Cet oiseau a les parties supérieures brun clair et les inférieures blanchâtres.

## Répartition

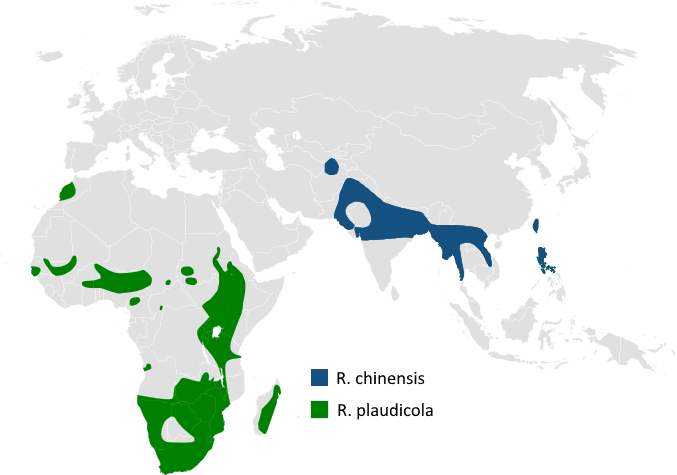
En bleu, aire de répartition de l'hirondelle à gorge grise

## Répartition et sous-espèces
Selon le Congrès ornithologique international et Alan P. Peterson il existe deux sous-espèces, :
- R. c. chinensis (J.E. Gray, 1830) : du Tadjikistan et le Nord de l'Afghanistan au Sud de la Chine, en Indochine et à Taïwan ;
- R. c. tantilla Riley, 1935 : île de Luçon (Philippines).